# Paradoxo da Bela Adormecida
O Paradoxo da Bela Adormecida é um paradoxo filosófico e matemático, especialmente relacionado às áreas da probabilidade condicionada e da epistemologia. A questão foi formulada no ano 2000 por Adam Newman Elga, filósofo e professor americano da Universidade de Princeton. 
O paradoxo é descrito pelo seguinte experimento:
1. Em um domingo, uma pessoa (no caso a Bela Adormecida) é colocada para dormir, após ser informada que uma moeda justa será jogada na segunda-feira e das consequências para cada opção.
2. Se o resultado for cara, a princesa seria acordada no mesmo dia. Em seguida, ela teria sua memória apagada e seria colocada para dormir de novo.
3. Se for coroa, Bela seria acordada na segunda-feira, mas também na terça. Em ambos os casos, ela também teria sua memória apagada, em seguida, seria colocada para dormir novamente.

É importante ressaltar, que durante todo o período, Bela não tem contato com ninguém e nada que indique a data ou qualquer forma de passagem do tempo. Ela não sabe, portanto, qual dia da semana é, quando ela é acordada. 
O problema surge, pois a princesa, ao ser acordada, é perguntada qual foi o resultado da moeda no domingo e ela tem o objetivo de responder a pergunta corretamente. A principal dúvida é se ela teria uma chance maior de alcançar sua meta ao dizer um resultado específico (no caso "coroa") ou se seria indiferente a sua resposta, já que as duas chances seriam iguais. Diferentes pensadores e matemáticos tem opiniões distintas, por conseguinte, não há uma solução clara para essa questão.
Aqueles que defendem que a jovem deveria acreditar que há uma chance maior do resultado no domingo ter sido coroa alegam que essa chance seria de dois terços, aproximadamente 67%. Essa explicação advém do pensamento de que existem três possíveis cenários: 
1. Bela foi acordada segunda-feira, pois o resultado no domingo foi cara.
2. Bela foi acordada segunda-feira, pois o resultado no domingo foi coroa.
3. Bela foi acordada terça-feira, pois o resultado no domingo foi coroa.

Tendo em vista que, em dois dos três cenários o resultado do lançamento da moeda na semana teria sido coroa, Bela teria uma maior chance de responder corretamente a pergunta ao dizer "coroa". Essa chance seria de dois terços, o dobro da chance de ter saído cara, de apenas um terço.
No entanto, há uma outra linha de raciocínio. Essa diz que, antes de dormir, Bela sabia que a moeda era justa e portanto as chances de cair cara ou coroa na semana eram iguais. Logo, ela não deveria mudar de opinião ao ser acordada, pois ela não recebe nenhuma informação nova que levaria a jovem a mudar de pensamento. As chances do resultado na semana serem cara ou coroa são iguais, pois a moeda foi definida dessa forma. Logo, não há um motivo para a princesa encantada acreditar que teria uma chance maior do resultado da semana ter sido algum específico. Dessa forma, ela não poderia usar qualquer técnica para ter uma taxa de acerto maior e ela poderia responder a pergunta aleatoriamente, sabendo que seria indiferente usar alguma estratégia.